# Procladius brevipalpis
Procladius brevipalpis är en tvåvingeart som beskrevs av Jean-Jacques Kieffer 1921. Procladius brevipalpis ingår i släktet Procladius och familjen fjädermyggor.
Artens utbredningsområde är Paraguay. Inga underarter finns listade i Catalogue of Life.